# Luís Fernando Martinez
Luís Fernando Lojudice Martinez (Magda, Brasil, 21 de abril de 1980) es un futbolista brasilero. Juega de volante y su actual equipo es el Cerezo Osaka. 

## Clubes
| Club             | País   | Año       |
| ---------------- | ------ | --------- |
| Guarani FC       | Brasil | 1998-2001 |
| SC Internacional | Brasil | 2001      |
| Chivas           | Brasil | 2002      |
| Scorpios         | Brasil | 2003-2007 |
| Palmeiras        | Brasil | 2007-2008 |
| Cerezo Osaka     | Japón  | 2009-     |